# Michael Alexander Speidel
Michael Alexander Speidel (* 5. Juni 1963 in Göppingen) ist ein Schweizer Althistoriker.
Speidel studierte Alte Geschichte, Epigraphik, Papyrologie, Ägyptologie und Allgemeine Geschichte an den Universitäten Zürich, Heidelberg und Oxford. 1990 wurde er an der Universität Zürich mit der ägyptologischen Dissertation Die Friseure des ägyptischen alten Reiches promoviert. 1994 habilitierte er sich an der Universität Bern im Fach Alte Geschichte. Er lehrte an den Universitäten Lausanne, Bern und Köln. 2002 wurde er mit einer SNF-Förderungsprofessur gefördert. Einen Ruf auf den Lehrstuhl für Alte Geschichte an der Universität Passau lehnte er im Jahr 2006 ab.
Speidel war Vorstandsmitglied der Arbeitsgemeinschaft zur Provinzialrömischen Erforschung der Schweiz, Mitglied des Beirates der Reihe Orbis Provinciarum und ist derzeit Mitglied im Beirat des Journal of Ancient Military History und der Revue des Etudes Militaires Anciennes und weiterer wissenschaftlicher Reihen. Er vertrat im Herbstsemester 2012 und im Frühjahrssemester 2013 Christian Marek als Professor für Alte Geschichte an der Universität Zürich. Er betreibt das private, primär durch Stiftungen finanzierte Institut für antike Militärgeschichte MAVORS in Basel. Sein Onkel ist der Althistoriker Michael P. Speidel.

## Schriften
- Die Friseure des ägyptischen alten Reiches. Eine historisch-prosopographische Untersuchung zu Amt und Titel (jr-šn). Hartung-Gorre, Konstanz 1990, ISBN 3-89191-343-5 (Dissertation)
- Die römischen Schreibtafeln von Vindonissa. Lateinische Texte des militärischen Alltags und ihre geschichtliche Bedeutung. Gesellschaft Pro Vindonissa, Brugg 1996, ISBN 3-907549-00-7 (Habilitationsschrift; online).
- (Hrsg.): Militärdiplome. Die Forschungsbeiträge der Berner Gespräche von 2004. Franz Steiner, Stuttgart 2007, ISBN 978-3-515-09144-2.
- Heer und Herrschaft im Römischen Reich der Hohen Kaiserzeit (= Mavors. Band 16). Franz Steiner, Stuttgart 2009, ISBN 978-3-515-09364-4.